# Ceramide glucosiltransferasi
La ceramide glucosiltransferasi è un enzima appartenente alla classe delle transferasi, che catalizza la seguente reazione:
UDP-glucosio + an N-acilsfingosina ⇄ UDP + a D-glucosil-N-acilsfingosina
Anche la sfingosina e la diidrosfingosina possono agire da accettori; il CDP-glucosio può agire da donatore.